# Понсе, Луктор
Луктор Понсе (нидерл. Luctor Ponse; 11 октября 1914, Женева — 17 февраля 1998, Амстердам) — нидерландский композитор и пианист.
Сын голландца и француженки. Вырос во Франции, в 1927—1932 гг. учился в консерватории в Валансьене. Затем получил приглашение продолжить образование в Париже под руководством Маргерит Лонг, но не смог этого сделать из-за ограничений на количество иностранных студентов в Парижской консерватории. Вместо этого поступил в Женевскую консерваторию в класс фортепиано Джонни Обера, окончил с отличием в 1935 году.
В 1936 г. обосновался в Нидерландах и начал концертировать как пианист. В том же году его Фантазия для оркестра была удостоена премии на международном конкурсе композиторов имени Анри Ле Бёфа в Брюсселе. Как исполнитель в большей степени специализировался на музыке XX века, особенно на произведениях Белы Бартока, многие из которых исполнил впервые в Нидерландах. Творческое содружество также связывало Понсе с учеником Бартока Гезой Фридом — вместе они, в частности, исполнили премьеру концерта Фрида для двух фортепиано с оркестром (1958) и записали сонату Бартока для двух фортепиано и ударных (1960).
С 1949 г. Понсе начал сочинять в додекафонной системе, затем заинтересовался электронной музыкой, изучал её на Дармштадтских курсах новой музыки. В 1965—1979 гг. научный сотрудник Института сонологии Утрехтского университета, затем преподавал в Гронингенском университете, где основал студию электронной музыки.